# Les Siestes Electroniques
| Les Siestes Electroniques               | Les Siestes Electroniques     |
| --------------------------------------- | ----------------------------- |
|                                         |                               |
| 'Le festival des musiques aventureuses' |                               |
| Musikrichtung:                          | Electro, Experimental         |
| Ort:                                    | Toulouse, Frankreich          |
| Datum 2014:                             | 26.–29. Juni                  |
| Besucheranzahl:                         | 10000                         |
| Mitarbeiter:                            | ca. 50                        |
| Künstler:                               | ca. 15                        |
| Website:                                | les-siestes-electroniques.com |

Die Siestes Electroniques (elektronische Siesta) ist ein Musikfestival, das alljährlich Ende Juni in Toulouse in Frankreich an den Ufern der Garonne stattfindet.

## Konzept
Es widmet sich hauptsächlich der neuesten Musik. Wie schon am Namen erkenntlich, wird insbesondere elektronische Musik fokussiert. Das Programm ist offen für ein breites Publikum. Die Siestes Electroniques sind vorwiegend gratis.
Meist finden die Konzerte am Nachmittag unter freiem Himmel statt. Im Rahmen der se werden außerdem regelmäßig musikalische Exkursionen in die kulturelle und historische Kulisse der Toulouser Architektur unternommen.
Andere Veranstaltungen am Abend sind z. B.: diverse Partys, pädagogische Workshops, showcase und eine Multimedia-Ausstellung, die es zum Ziel hat, die Beziehungen diverser zeitgenössischer Kunstgattungen untereinander näher zu beleuchten. Verantwortlich für das Siestes Electroniques Festival ist von Beginn an der Verein Rotation.

## Anspruch
Das Anspruch hierbei war vor allem die Musik „horizontal“ erlebbar zu gestalten, wobei horizontal vor allem bedeutet, dass es draußen, gratis und mitten in der Stadt im Liegen genossen werden kann. Beschrieben wurde die Entstehungsgeschichte dieser Art von Veranstaltung von der Journalistin Odile de Plas: „‚Dösende‘ Musikfreund ist eine besondere Kategorie Mensch, die um Mitte der 1990er Jahre aufgekommen ist. Routiniert, seine Gewohnheiten pflegend, trägt er mehr um die Folgen der letzten Partynacht zu kaschieren, als wegen des grellen Sonnenlichts tapfer seine Sonnenbrille und bewegt sich auch sonst ganz und gar wie ein Urlauber. Weit schweift sein Blick über die sich ihm darbietende Szenerie, bis er schließlich den für sich geeigneten Platz für den Rest des Tages ausfindig gemacht hat. Einige Gänge zur Bar eingeplant, einen Arm in der Luft, um den zu spät kommenden, noch verschlafenen Freunden den Weg zu weisen. Ansonsten sitzt er mehr oder weniger andächtig da und lauscht der ihm dargebotenen Musik. Oft lädt er seine ‚Spießerfreunde‘, diejenigen nämlich mit Kindern, mit ausladenden Gesten ein, sich doch zu ihm und den seinen zu gesellen. Es sind die nicht mehr die Möglichkeit haben jedes Wochenende eine andere Disko/ein anderes Festival ‚erstürmen‘ zu können. Diese lethargischen Nachmittage erlauben es auch ihm, sich in aller Diskretion unter dem Deckmantel eines Familienausflugs der Musik hinzugeben die er oft allzu lang entbehren musste. In einem Zeitraum von zehn Jahren hat sich diese ‚Siesta‘ zu einer Instanz gemausert, wenn es um elektronischen Musikgenuss geht.“

## Programm
Bands, Gruppen und Solointerpreten waren unter anderem:
- 2003: Sylvain Chauveau, VS Price, Hensley, Murcof, Colleen, Sogar, Box, Hermann & Kleine, Arco5, Del Wire, Braille & Angström Crew, Apparat, Aoki Takamasa, Miles Whittaker, Aurel, Bmx

- 2004: Funkstörung, Richard Devine, Lusine ICL, Yoshihiro Hanno, Orchestre de chambre de Toulouse, Sink, Arovane, Suzywan, Dabrye, Donna Regina, Téléfax, Bernhard Fleischmann, Aoki Takamasa, Tujiko Noriko, Gangpol und Mit, Cabanne, D tekt, Vlador, Benge, Jonas Bering, Won, Domotic, The Konki Duet, Softland, ARK, D/JYU

- 2005: Thomas Fehlmann, DAT Politics, Vladislav Delay, AGF, Marc Collin, Jan Jelinek, Sylvain Chauveau, Modeselektor, DJ Feadz, Bmx, Mike Dred, Rex The Dog, Dexima, Fedaden, Trapist, Brooks, Funckarma, Masha Qrella, Magnetophone, Phonem, Nôze, Daniel Meteo

- 2006: Juan Atkins, Modeselektor, Ada, Justus Köhncke, Legowelt, Kevin Blechdom, Taylor Savvy, Hauschka, Marion Lambert, Daniel Wang, Tellemake, A Hawk and a Hacksaw, Toshiyuki Yasuda, Midi & Demix, Ensemble, Schneider TM, France Copland, Koyote & Goon, Electroluxe, Midaircondo, Krikor, Avia Gardner, Opiate, Juicy Panic

- 2007: Para One, Superpitcher, Pascal Comelade, Sébastien Tellier, Fujiya & Miyagi, Joakim, Château Flight, Robert Henke, Appleblim, Echo, Todd Terje, Marco Passarani, Henning Specht, Pierre Bastien, Charlemagne Palestine, Xela, Angel, Anton Prize, Kammerflimmer Kollektief, Pigna People

- 2008: Atom Heart, Tenori-On, Bertrand Burgalat, Les Shades, So So Modern, Fancy, Turzi, Sébastien Tellier, Lindstrøm, Damian Lazarus, American Tourister, A Mountain of One, Milky Globe & Isan, The Emperor Machine, Mondkopf, Damon & Naomi, Dapayk & Padberg, Errorsmith

- 2009: Alva Noto, Suicide Club, Fukkk Offf, Ariel Pink, Anoraak, The Eternals, Para One & San Serac, Lawrence, Isolée, DJ Koze, Ghostape, Etienne Jaumet, Kim Hiorthoy, Prosumer, Half a rainbow, Dominique Leone, Larytta, Hudson Mohawke

- 2010: Aquaserge, Kawabata Makoto, Keiji Haino, Stanley Brinks, Pantha du Prince, Joakim, Jackson and his Computer Band, George Issakidis, Es, The Ruby Suns, Machine Drum, Rebolledo, Marc Démereau, Chateau Marmont, Mount Kimbie, Junior Boys

- 2011 @ Toulouse: Villa Nah, Lone, Umberto, Connan Mockasin, James Pants, Ata, Prins Thomas, Arto Mwambe, Oliver Hafenbauer, Etienne Tron, Shangaan Electro, DIRTY Soundsystem, Arnaud Fleurent Didier, Cadik Travel Agency, Lucrecia Dalt, Jess & Crabe

@ Paris: Paris: Débruit, Pilooski, The Berg Sans Nipple, Bimbo Tower Sound System, Secousse Sound System, Awesome Tapes From Africa, Romain BNO, Laurent Jeanneau
- 2012 @ Toulouse: Nils Frahm, Elektro Guzzi, Hypnolove, Funkineven, Pional, John Talabot, Saaad, Morphosis, Matthew Friedberger, James Blackshaw, Kassem Mosse, Tom Terrien, Tanya Tagaq, Aymeric Hainaux, Bruce Lamont, Luke Abbott

@ Paris: Plapla Pinky, Keith Fullerton Whitman, Alan Bishop, Hicham Chadly, Sam Tiba, Jean Nipon, Doug Shipton, NLF3, Arandel
- 2013 @ Toulouse: Marvin, Pneu, Electric Electric, Papier Tigre, Bipolar, Dscrd, Polar Inertia, Cold, DIY Music Academy, Redshape, The Analogue Cops, Dj Deep, Polygron, Sturqen, Cut Hands, Boston Bun, Paris Suit Yourself, Andy Stott, Spectral Park, Redinho

@ Paris: Vincent Moon, Kangding Ray, Sinner DC, Pierre Bastien, Sylvain Chauveau, Low Jack, Dj Arc de Triomphe, Gangpol & Mit